# ISO 3166-2:NI
ISO 3166-2:NI — стандарт Международной организации по стандартизации, который определяет геокоды. Является подмножеством стандарта ISO 3166-2, относящимся к Никарагуа. Стандарт охватывает 15 департаментов и 2 автономных региона Никарагуа. Каждый геокод состоит из двух частей: кода Alpha2 по стандарту ISO 3166-1 для Никарагуа - NI и дополнительного кода, записанных через дефис. Дополнительный двухбуквенный код образован: созвучно названию, аббревиатуре названия департамента, региона. Геокоды департаментов и регионов Никарагуа являются подмножеством кодов домена верхнего уровня — NI, присвоенного Никарагуа в соответствии со стандартами ISO 3166-1.

## Геокоды Никарагуа
Геокоды 15 департаментов и 2 автономных регионов административно-территориального деления Никарагуа.
| Геокод | Административная единица | Статус            |
| ------ | ------------------------ | ----------------- |
| NI-AN  | Атлантический Северный   | автономный регион |
| NI-AS  | Атлантический Южный      | автономный регион |
| NI-BO  | Боако                    | департамент       |
| NI-CA  | Карасо                   | департамент       |
| NI-CI  | Чинандега                | департамент       |
| NI-CO  | Чонталес                 | департамент       |
| NI-ES  | Эстели                   | департамент       |
| NI-GR  | Гранада                  | департамент       |
| NI-JI  | Хинотега                 | департамент       |
| NI-LE  | Леон                     | департамент       |
| NI-MD  | Мадрис                   | департамент       |
| NI-MN  | Манагуа                  | департамент       |
| NI-MS  | Масая                    | департамент       |
| NI-MT  | Матагальпа               | департамент       |
| NI-NS  | Нуэва-Сеговия            | департамент       |
| NI-RI  | Ривас                    | департамент       |
| NI-SJ  | Сан-Хуан                 | департамент       |

## Геокоды пограничных Никарагуа государств
- Гондурас — ISO 3166-2:HN (на севере),
- Коста-Рика — ISO 3166-2:CR (на юге).